# Tongaska kokošina
Tongaska kokošina (lat. Megapodius pritchardii) je vrsta ptice iz roda Megapodius, porodice kokošina, endem je Tonge. 
Jedina je preostala vrsta kokošine u Tongi od četiri ili pet vrsta koje su tu bile prisutne prije dolaska čovjeka (kao dokaz služe fosilni nalazi), te je jedina kokošina preživjela u Polineziji. Slična izumiranja pojavila su se na Fidžiju i Novoj Kaledoniji, koja je imala tri podvrste kokošina u prapovijesti. Vrsta je prije imala veću rasprostranjenost, živjela je u većem dijelu Tonge, u Samoi i Niueu. Uzroci svih tih izumiranja i opadanja populacija su dolazak čovjeka, predatorstvo nad odraslim jedinkama i djelomično jaja, kao i predatorstvo uvedenih vrsta.
Prirodna staništa su joj tropske vlažne nizinske šume. Kao i ostale kokošine, ne inkubira jaja svojom tjelesnom toplinom; umjesto toga ih kopa u topli vulkanski pijesak i tlo, te ih pušta da se sama razviju. Mlade ptice su sposobne za let odmah nakon što se izlegnu.
Dvojno ime je dobila u sjećanje na britanskog konzula Williama Thomasa Pritcharda.

## Vanjske poveznice
|  | Zajednički poslužitelj ima još gradiva o temi Megapodius pritchardii |
|  | Wikivrste imaju podatke o taksonu Megapodius pritchardii             |

- BirdLife  Arhivirana inačica izvorne stranice od 3. siječnja 2009. (Wayback Machine)